# Буга
Буга — река в России в Республике Татарстан. Впадает в Икский залив Нижнекамского водохранилища.

## Описание
Длина реки составляет 11 км. Вытекает из болотного массива Кулягаш в Камско-Икской пойме на северо-востоке республики. Общее направление течения — юго-западное.
Впадает в пойменное озеро Буга в Икском заливе Нижнекамского водохранилища (до образования водохранилища впадала в реку Ик). Устье находится в 2,8 км к северо-востоку от села Дусай-Кичу.
Преобладающие высоты водосбора — 63-64 м, наивысшие точки — до 85 м.
В верховьях течёт по Актанышскому району, в низовьях — по Мензелинскому.
Населения в бассейне нет — населённые пункты в пойме были переселены перед заполнением водохранилища. К северу от современного устья находятся остатки бывшего села Новое Биксентеево (Новое Бикчентаево). Сохранилась насыпная дамба через реку недалеко от устья, через которую проходила дорога с «большой земли» к селу и далее на северо-запад к бывшим сёлам Юртово и Старый Красный Бор.
Наличие обширных безлюдных и труднопроходимых заболоченных пространств способствует процветанию дикой флоры и фауны в Камско-Икской пойме.

#### Проблема уровня воды в Нижнекамском водохранилище
Камско-Икская пойма почти полностью попала в зону затопления при создании водохранилища, однако из-за массовых протестов экологических организаций против затопления территорий и вырубки пойменных лесов уровень воды в 1978-79 гг. был доведён лишь до 62 м (при проектной отметке 68,0 м), а в 1990 году Верховный Совет ТатССР был вынужден принять решение о сохранении уровня воды на отметке 62 м, в связи с чем Нижнекамская ГЭС ныне использует свои мощности лишь на 34 %.
В 2000-х гг. в связи с растущим спросом на электроэнергию в регионе одной из задач руководства республики стало добиться повышения уровня воды в водохранилище для увеличения выработки электроэнергии на ГЭС.
При доведении уровня воды до проектной отметки Камско-Икская пойма окажется под водой, вместе в ней исчезнет с карт и река Буга (см. пример: р. Улюк).

## Данные водного реестра
По данным государственного водного реестра России относится к Камскому бассейновому округу, водохозяйственный участок реки — Ик от истока и до устья, речной подбассейн реки — бассейны притоков Камы до впадения Белой. Речной бассейн реки — Кама.
Код водного объекта в государственном водном реестре — 10010101312111100028824.